# Mark V (tenk)
Mark V je bio tenk Britanskog Carstva (današnje Ujedinjeno Kraljevstvo) tijekom Prvog svjetskog rata. Mark V je bio prvi tenk kojim je mogao upravljati samo jedan čovjek. Za četiri ranija tenka je trebalo četvero ljudi kako bi se njime upravljalo. Vozač sprijeda koji je upravljao tenkom, zapovjednik koji je upravljao kočnicom, i dva čovjeka za izmjenu brzina koji su ujedno bili i topnici. Zahtjevi za brzom proizvodnjom ranijih modela i velikom potrebom za tenkovima su onemogućili radikalne promjene u dizajnu tenka. Mjenjač kojim je vozač sam mogao mijenjat brzine je izumio W. G. Wilson i ukomponirao ga u Mark V.
Upotrebljen je posebno dizajniran Ricardo motor sa 150 KS i pokazao se vrlo pouzdanim u službi. Rashladni blok se nalazio unutar tenka pa je ventilacija bila manje učinkovita nego na prijašnjim modelima. Dvjesto ženskih i dvjesto muških modela je proizvedeno 1918. godine. Prva bitka u kojoj su sudjelovali je bila kraj Hamela u srpnju 1918. Korišteni su do kraja rata.

## Pokusni modeli
Rani pokusni model koji nije prihvaćen, također označen kao Mark V, je bio drveni model u stvarnoj veličini kojeg je napravio William Fosters 1916. godine. Bio je sličan svom prethodniku, tenku Mark IV, ali sa stražnjom kabinom i izmijenjenim montiranjem strojnica.
Pokusne inačice tenkova Mark V i Mark IV su građene pred kraj 1917. su imale takozvani "Tadpole Tail" (hrv. punoglavčev rep). Ovaj dodatak koji se nalazio i na prvom Mark tenku je povećao pokretljivost tenka preko rova širine do 4 metara (14 stopa). Zbog manjka čvrstoće i krutosti, prihvaćene su puno konvencionalnije metode povećanja duljine tenka s modelima Mark V* i Mark V**.

## Model V*
Model Mark V* je prerada koju je napavio "Tank Corps Central Workshop" (hrv. Središnja radionica tenkovskog korpusa) u Francuskoj kako bi povećala pokretljivost standardnog Mark V tenka preko širih rovova. Povećana je duljina tijela tenka za tri dodatna panela montiranih na kraj tenka. Ova nadogradnja je omogućila tenku da prijeđe preko rova širine do 4 metra (14 stopa), 1,2 metra (4 stope) više nego što to može obični Mark V. Ovi tenkovi su prvi puta korišteni u bitki za Amiens u kolovozu 1918. godine u kojoj su nosili dodatne četiri strojnice s posadom na svakom tenku. Kada bi došli na bojište, trebali bi pružiti potporu konjici. Ovaj plan nije uspješno proveden jer su strojničari tijekom vožnje na tenku bili pod utjecajem vrućine i ispušnih plinova tako da nisu bili u stanju boriti se kada su stigli do bojišta.

## Model V**
Model Mark V** je bio prerada kao i Mark V*. Bio je iste duljine, ali je bio građen kao posve novi tenk. Raspored težine i komponenti na tenku je bio promijenjen uz razne dodatke. U njega je bio ugrađen još snažniji Ricardo motor s 225 KS. Napravljen je samo mali broj muških i ženskih modela ovih tenkova, odmah nakon primirja 1918. stoga nikada nisu upotrjebljeni na bojištu. Neki primjerci su preinačeni u čistače minskih polja ili nosače mostova i ostala vozila za potporu.

### Zajednički poslužitelj
|  | Zajednički poslužitelj ima još gradiva o temi Mark V tenk |